# Chaetocnema etiennei
Chaetocnema etiennei es un coleóptero de la familia Chrysomelidae. Fue descrita científicamente en 1979 por Jolivet.